# Национално знаме на Горна Волта
Знамето на Горна Волта е съставено от 3 хоризонтални ивици - черна, бяла и червена, които произлизат от 3-те главни реки Черна Волта, Бяла Волта и Червена Волта.
Този флаг е официален от обявяването на независимостта от Франция през 1960 до смяната на името на държавата на Буркина Фасо на 4 август 1984 година.
Флагът прилича на стария флаг на Германия, използван в първата световна война и сменен през 1918 година.